# Josep Montes i Baquer
Josep Montes i Baquer (Barcelona, 6 d'octubre de 1935 - Palma 18 d'abril de 2010) va ser un director de televisió i cinema català establert a Alemanya.

## Biografia
va estudiar violoncel des del 1956 fins al 1964 als conservatoris de Barcelona i València. El 1959 va venir a Alemanya amb una beca de la Fundació Juan March i va començar a estudiar sociologia de la música i musicologia a Múnic amb Alphons Silbermann del Servei Alemany d'Intercanvi Acadèmic (DAAD) fins 1961.
El 1962 va aprendre amb Walter Todd de la BBC Walter Todd a elaborar programes musicals de ràdio i televisió. Va seguir el 1963 com a redactor en cap a la Bayerischer Rundfunk de Múnic. Els anys següents va realitzar investigacions a Viena sobre el compositor barroc espanyol Vicent Martín i Soler i va treballar com a productor per a la CBS, on va produir la reeixida sèrie Masterwork el 1966. El 1967 Manfred Gräter el va nomenat cap del departament de música de la Westdeutscher Rundfunk, amb seu a Colònia, i des del 1987 en fou director. En coproducció amb la televisió sueca va crear la sèrie "Musik et Bild".
Després de la mort de Gräters el 1989 va dirigir la divisió de televisió musical WDR fins a la seva retirada a l'octubre de 1998. Es va retirar a territori espanyol i finalment acabà a l'illa de Mallorca.
El cineasta català Joan Bofill i Amargós va dirigir una pel·lícula d'homenatge a Josep Montes i Baquer el 2016, titulat Raymond Roussel, El dia de la glòria.

## Treball
Una de les obres més famoses de Montes i Baquer va ser la co-realització amb Salvador Dalí d' Impression de la Haute Mongolie (1976).
Va formar parella amb Maurice Béjart, Salvador Dalí, Ionesco, Roland Petit i Karlheinz Stockhausen per a les seves produccions audiovisuals, a qui també va donar accés a la televisió.
Va produir música per a televisió en col·laboració amb Jan Bark, John Cage, Mauricio Kagel, Jan W. Morthenson, Luc Ferrari, Bernard Parmegiani, i va realitzar actuacions independents quan no eren possibles les emissions de televisió. Hom el considera el pare de la videografia musical moderna.

## Filmografia

### Director
- 1967 : Das Leben des jungen Mozart
- 1973 : Es gibt kein Hologramm in China
- 1974 : Je suis une Ballerine
- 1975 : Narcisse Yepes
- 1975 : Impressions de la Haute Mongolie, amb Salvador Dalí
- 1976 : Prometheus (Videografia)
- 1977 - 1980 : retransmissions de concerts a la televisió amb Arturo Benedetti-Michelangeli, Hans Werner Henze, Gidon Kremer
- 1978 : Ludus Danielis
- 1980 : Bachianas Brasileiras – mon nom est Villa-Lobos
- 1980 : Le Météorite
- 1981 : Montezuma
- 1982 : Concierto Barroco, d'après Alejo Carpentier
- 1982 : Piazzolla  – Tangos amb Astor Piazzolla
- 1983 : Pulcinella  (Ballet de Heinz Spoerli)
- 1983 : Apollon et Hyacinthe  de Mozart
- 1984 : Die vier Jahreszeiten (Ballet de Roland Petit)
- 1985 : Le Clavier bien tempéré Bach amb Peter Ustinov
- 1986 : Werther , òpera de Massenet, posada en escena de Hans-Jürgen Bose
- 1986 : La Fille mal gardée  (Ballet v. H. Spoerli)
- 1986 : L'immortel Beethoven  amb Peter Ustinov
- 1987 : Les Chaises (Ballet de Maurice Béjart, sobre la peça d'Ionesco, amb Marcia Haydee i John Neumeier) et. Documentation
- 1988 : Voyage à Cythère, (Ballet de Bernd Schindowski) + Flamenco amb Nina Corti (Portrait)
- 1989 : 1789…et nous, (Ballet de Maurice Béjart)
- 1990 : Hans Helfritz – un musicologue allemand sur les terres de la Reine de Saba
- 1991 : Examen
- 1991 : Mardi de lumière  de Karlheinz Stockhausen
- 1992 : La Belle au Bois dormant ,  Le Diable Amoureux  (Ballet de Roland Petit)
- 1993 : La curiosité conduit le monde - Paul Bowles et Hans Helfritz à Tanger  (Portrait)
- 1994 : Poppea de Monteverdi
- 1994 : Portrait d'Alfredo Kraus
- 1995 : Street Scene (Musical d'Elmer Rice - Kurt Weill)
- 1997 : Le Cloître de Silos – Un ancien abri pour l'avenir de l'Europe"
- 1998 : Grande messe en si mineur de Johann Sebastian Bach

### Productor
- 1969 : Musik et Bild für den WDR/Sveriges Radio
- 1969 : Supersonics
- 1970 : Fällt wie ein reifer Apfel
- 1971 : Lux Sonora
- 1972 : Das Auge hört  (WDR/ORTF)
- 1973 : Die Insel der Klänge  (WDR/SRT)
- 1973 : Je t’aime, tu danses (WDR/RTBF/ORTF)

## Premis
- Grimme Preis per Voyage en grande Mongolie (1976)
- Golden Mask de la BAFTA - Cinema i Televisió Londres (1978)
- Ludus Danielis al Festival de televisió de Praga per Ludus Daniels (1979) i Pulcinella (1984)
- Premis Ondas 1980 per Das Leben des jungen Mozart (1967), Der Meteorit et Bachianas Brasileiras (1980)
- Primer premi del gran festival d'Amsterdam per Street Scene (1995)